# Лежанівка
Лежа́нівка — село в Україні, у Гримайлівській селищній громаді Чортківського району Тернопільської області. Розташоване на річці Гнилка, на сході району.
Було центром сільської ради, якій підпорядковувалося с. Білинівка. Від грудня 2016 року ввійшло у склад Гримайлівської селищної громади.
Населення — 251 особа (2003).

## Географія
Село Лежанівка знаходиться на правому березі річки Гнила, вище за течією на відстані 0,5 км розташоване село Буцики, нижче за течією на відстані 1 км розташоване село Білинівка. Поруч проходить автомобільна дорога Т 2002.

## Історія
Перша писемна згадка — 1850.

Пам'ятник Тарасові Шевченку

1 серпня 1934 року село увійшло до складу новоутвореної сільської гміни Гримайлів.
У ніч на 23 квітня 1949 року в Буциках і навколишніх селах Вікно, Глібів, Зелене, Лежанівка, Мала Лука впорядковано могили вояків УПА (закопано хрест та поставлено на могилі вінок «Героям Слава»).
12 червня 2020 року, відповідно до розпорядження Кабінету Міністрів України № 724-р «Про визначення адміністративних центрів та затвердження територій територіальних громад Тернопільської області» увійшло до складу Гримайлівської селищної громади.
19 липня 2020 року, в результаті адміністративно-територіальної реформи та ліквідації Гусятинського району, село увійшло до складу новоутвореного Чортківського району.

## Населення

### Мова
Розподіл населення за рідною мовою за даними перепису 2001 року:
| Мова       | Кількість | Відсоток |
| ---------- | --------- | -------- |
| українська | 254       | 100%     |

## Релігія
Є церква Різдва Пресвятої Богородиці (1900, ПЦУ, мурована).

## Пам'ятки
Встановлено пам'ятний хрест на честь скасування панщини (1884), споруджено пам'ятники Т. Шевченку (1963), воїнам-односельцям, полеглим у німецько-радянській війні (1965, скульптор Я. Ягода), насипано символічну могилу УСС (1990).
Пам'ятник Т. Шевченку
Пам'ятка монументального мистецтва місцевого значення.
Встановлений 1962 р. Масове виробництво.
Погруддя — бетон, постамент — камінь.
Погруддя — 0,5 м, постамент — 2 м.

## Соціальна сфера
Діють клуб, бібліотека

## Відомі люди
- Грошовий Тарас Андрійович — український вчений у галузі фармації, доктор фармацевтичних наук (1989), професор (1991)[8].

## Галерея

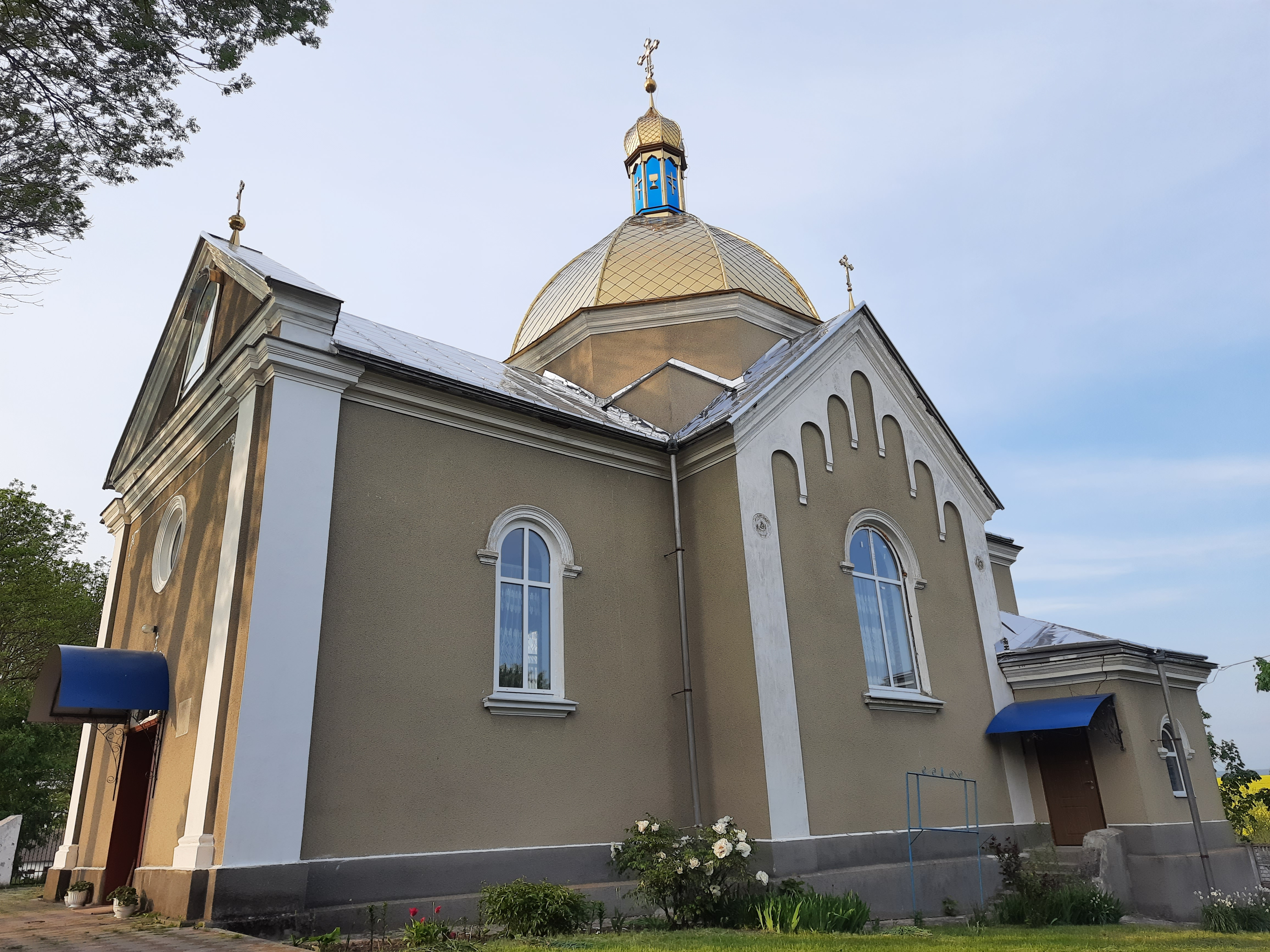
Церква Пресвятої Богородиці
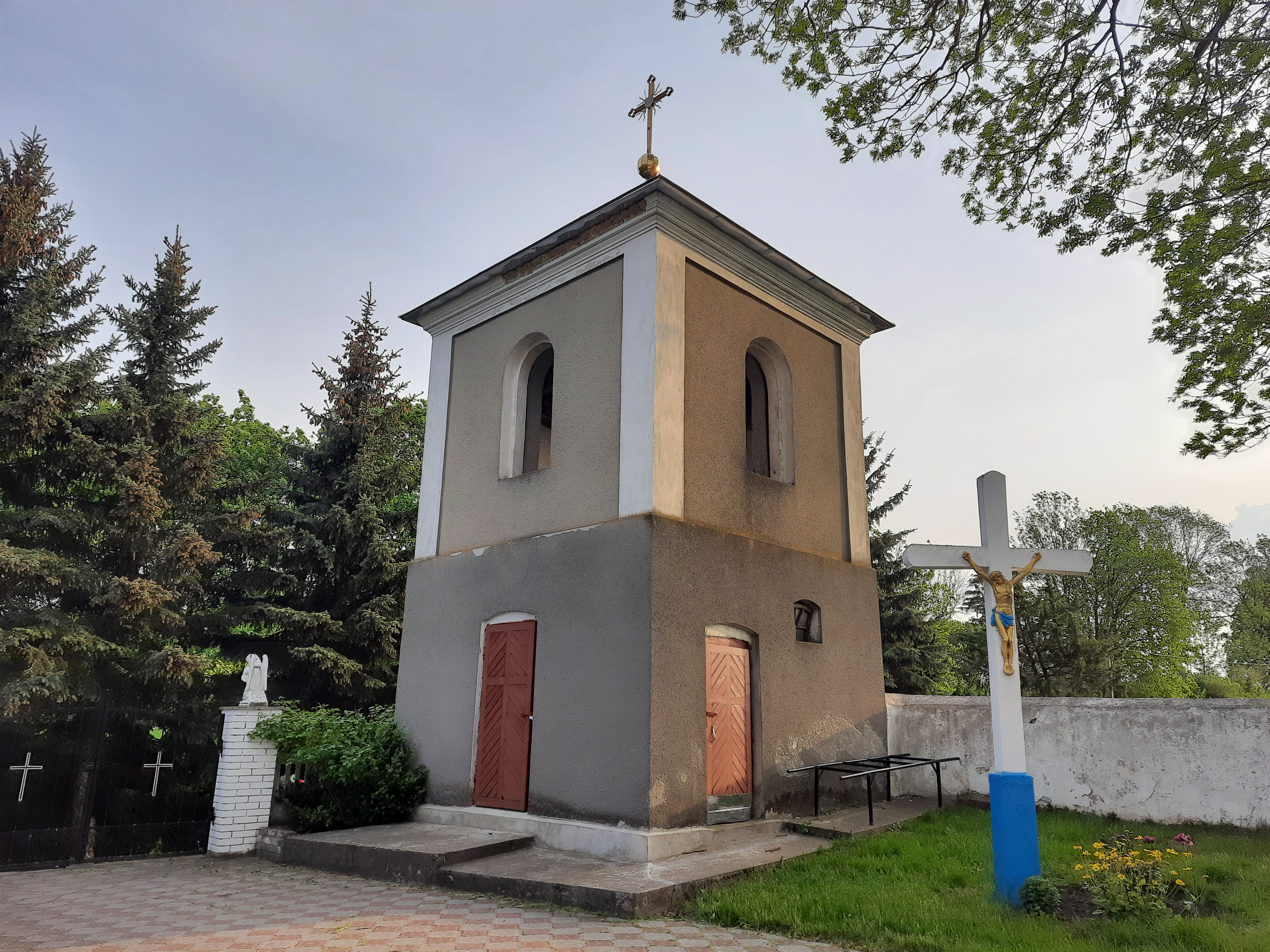
Дзвіниця церкви Пресвятої Богородиці
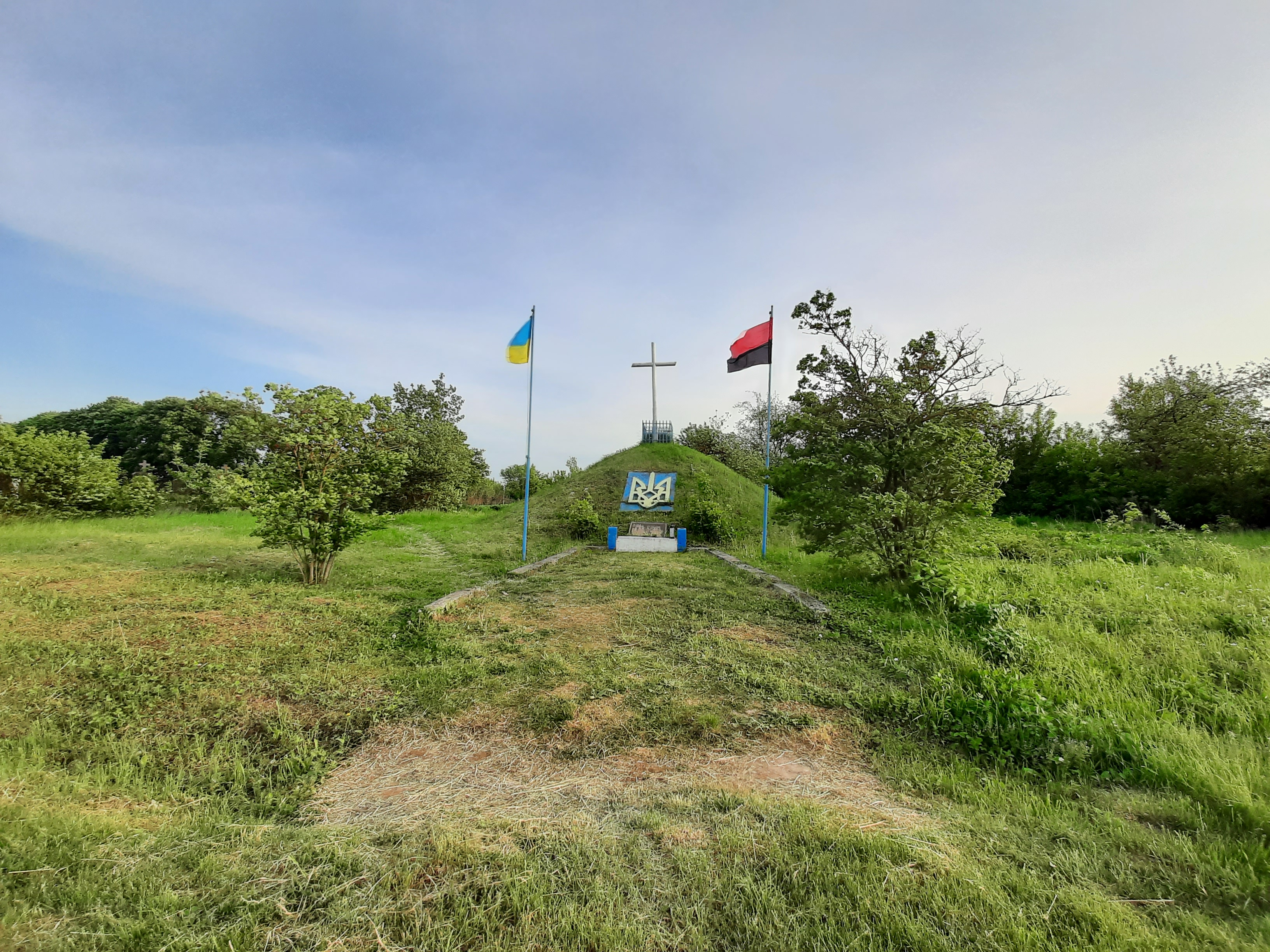
Символічна могила Борцям за волю України
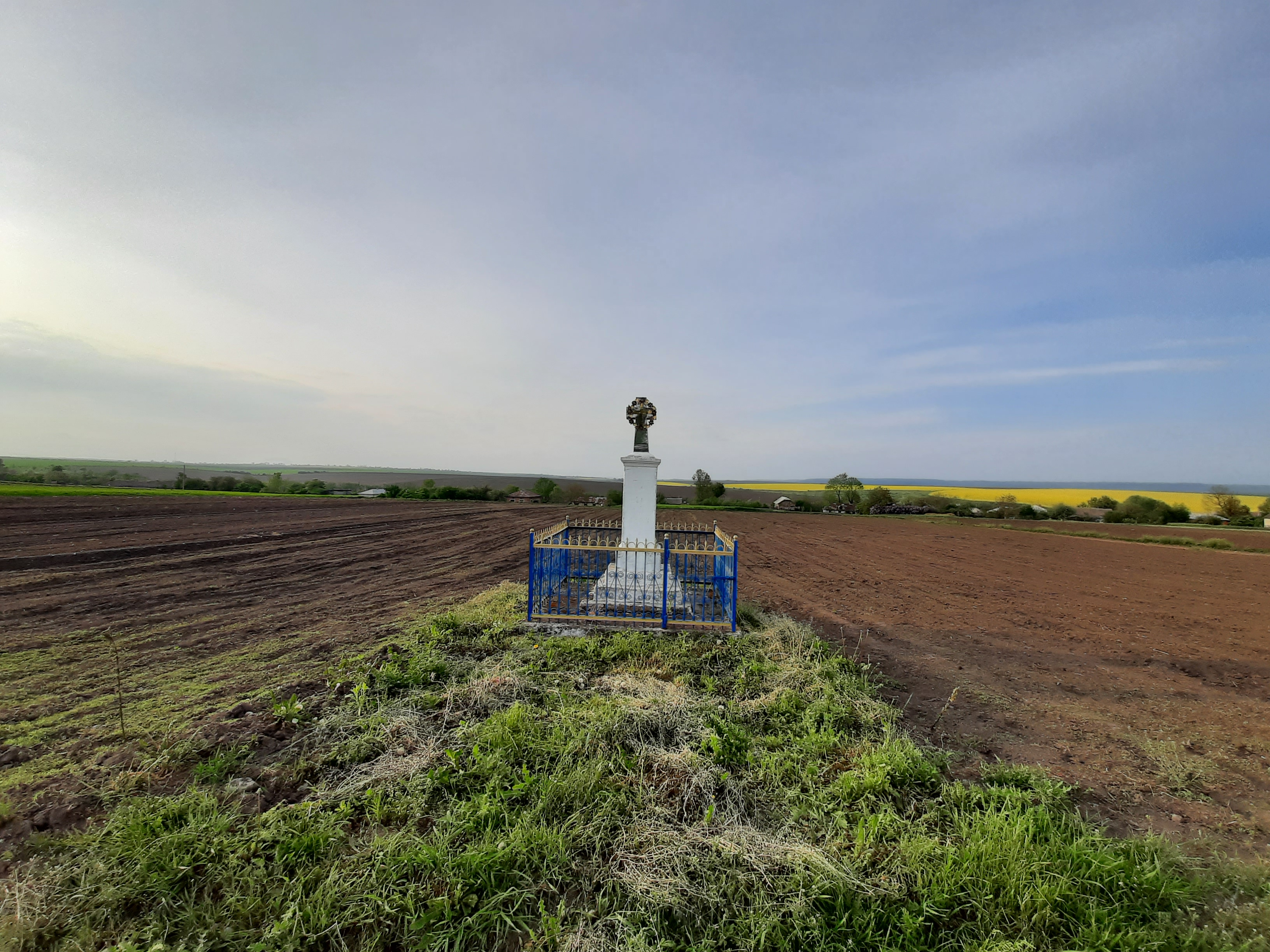
Пам'ятний хрест на околиці села
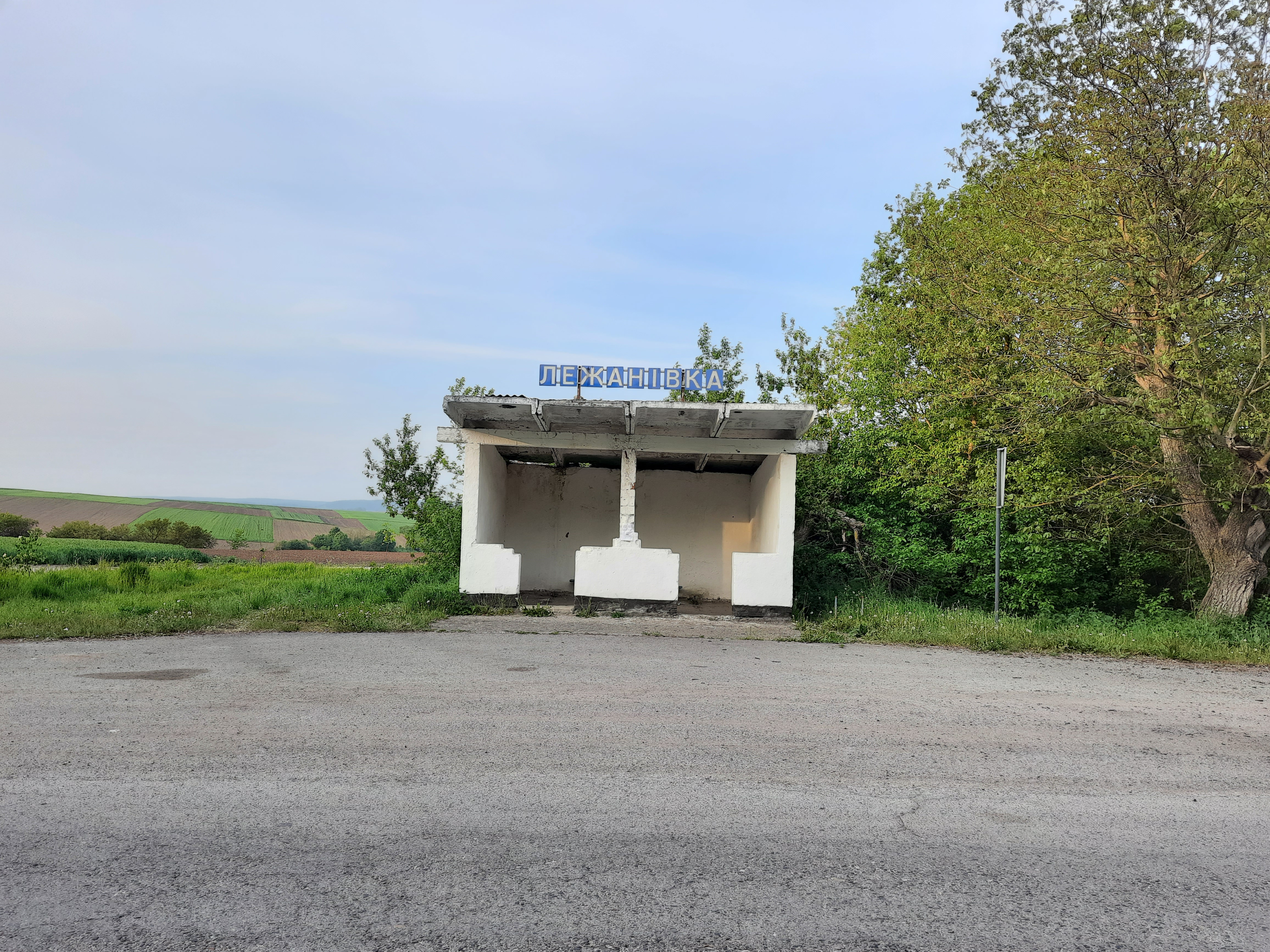
Автобусна зупинка біля села